# Cres (sziget)

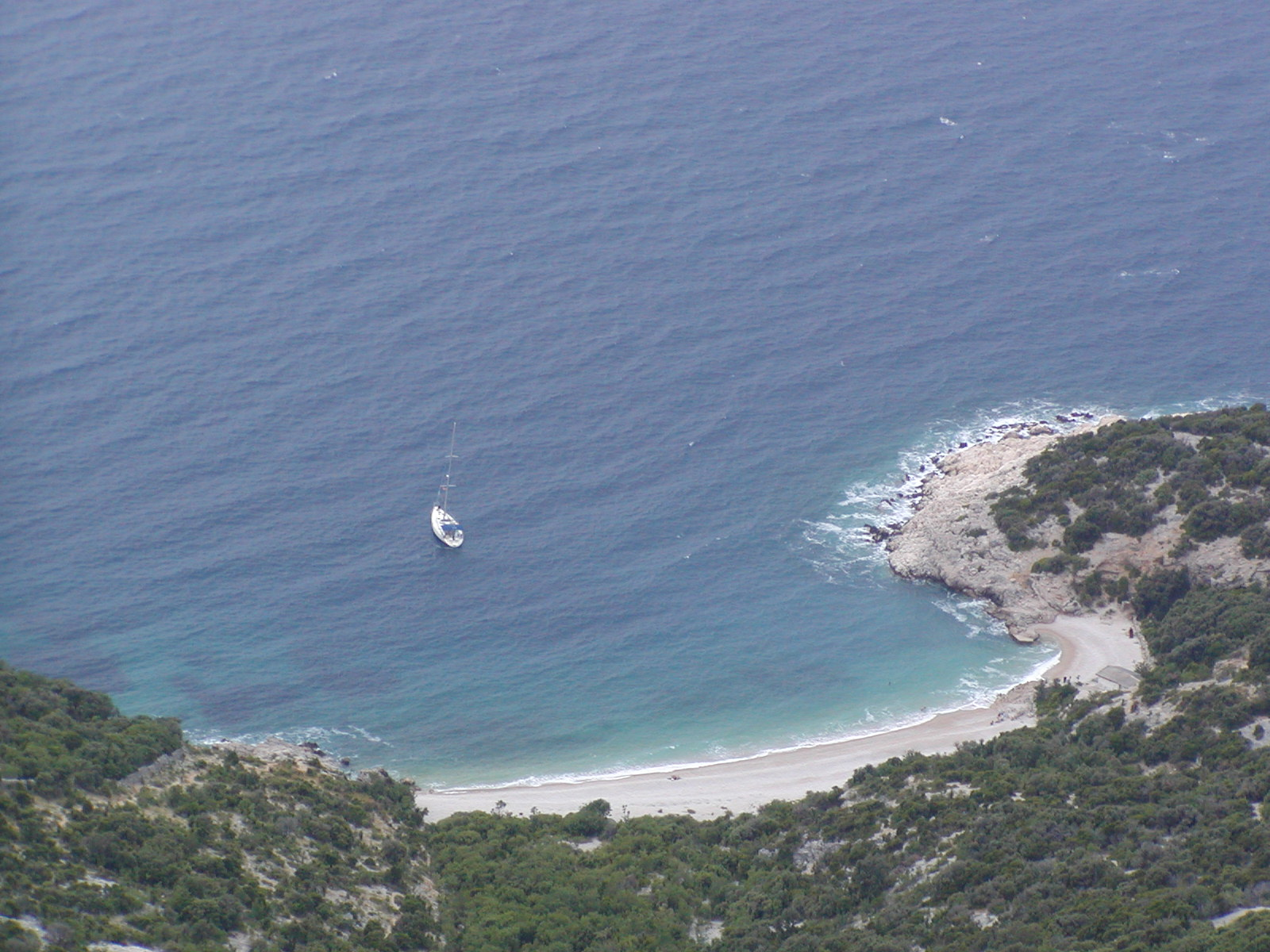
Lubenica strand (Plaža Lubenica)

A Horvátországhoz tartozó Cres (olaszul Cherso) az Adriai-tenger legnagyobb szigete (a szomszédos Krkkel együtt) 405,70 km² területével. Teljes partszakaszának hossza 248 km, legmagasabb csúcsa a 648 méter magas Gorice. Lakossága 3200 fő.
A Kvarner-öbölben található, Krkről komppal érhető el.
Egykoron Cres és Lošinj egy sziget volt, de a rómaiak kiásták Osornál az Osori-csatornát, ettől kezdve két különálló sziget Cres és Lošinj. Ma egy híd köti össze a két szigetet.
A sziget külön érdekessége az itt található édesvizű Vrana-tó, de mint a ritka fakókeselyű egyik utolsó fészkelőhelye is ismert.

## Története
A történelem folyamán a stratégiai szerepe volt a legfontosabb, mert ez az Isztriához legközelebb fekvő sziget.
Cres szigetét már az ókori görögök is ismerték. A görögök egyik mondája szerint Médeia Iaszónnal és az argonautákkal erre menekült, és itt ölte meg testvérét, Apszürtoszt, s dobta a tengerbe tagjait. Az emberi végtagokhoz hasonló szigetecskéket e monda után  nevezték el a görögök Apszürtidész-szigetcsoportnak.
Cres szigete már i. e. 4. században illírek által lakott terület volt. Az i. e. 2. században rómaiak érkeztek a szigetre, a Res Publica Crespa elnevezés tőlük ered. A Római Birodalom bukása után Bizánc uralma alá került. A horvát királyok a 7. századtól uralták a szigetet, majd a 10–11. században magyarok, velenceiek, és Bizánc váltogatta egymást a hatalom gyakorolásában. 1409-től 1797-ig tartó velencei uralom után Napóleon uralkodott a szigeten, ezután az osztrákok. Az első világháború után olasz, a második világháború alatt német fennhatóság alatt állt. A második világháború végeztével Jugoszláviához csatolták. 1991-ben a független Horvátország része lett.

## Települései
- Beli
- Cres
- Osor